# Ralentí

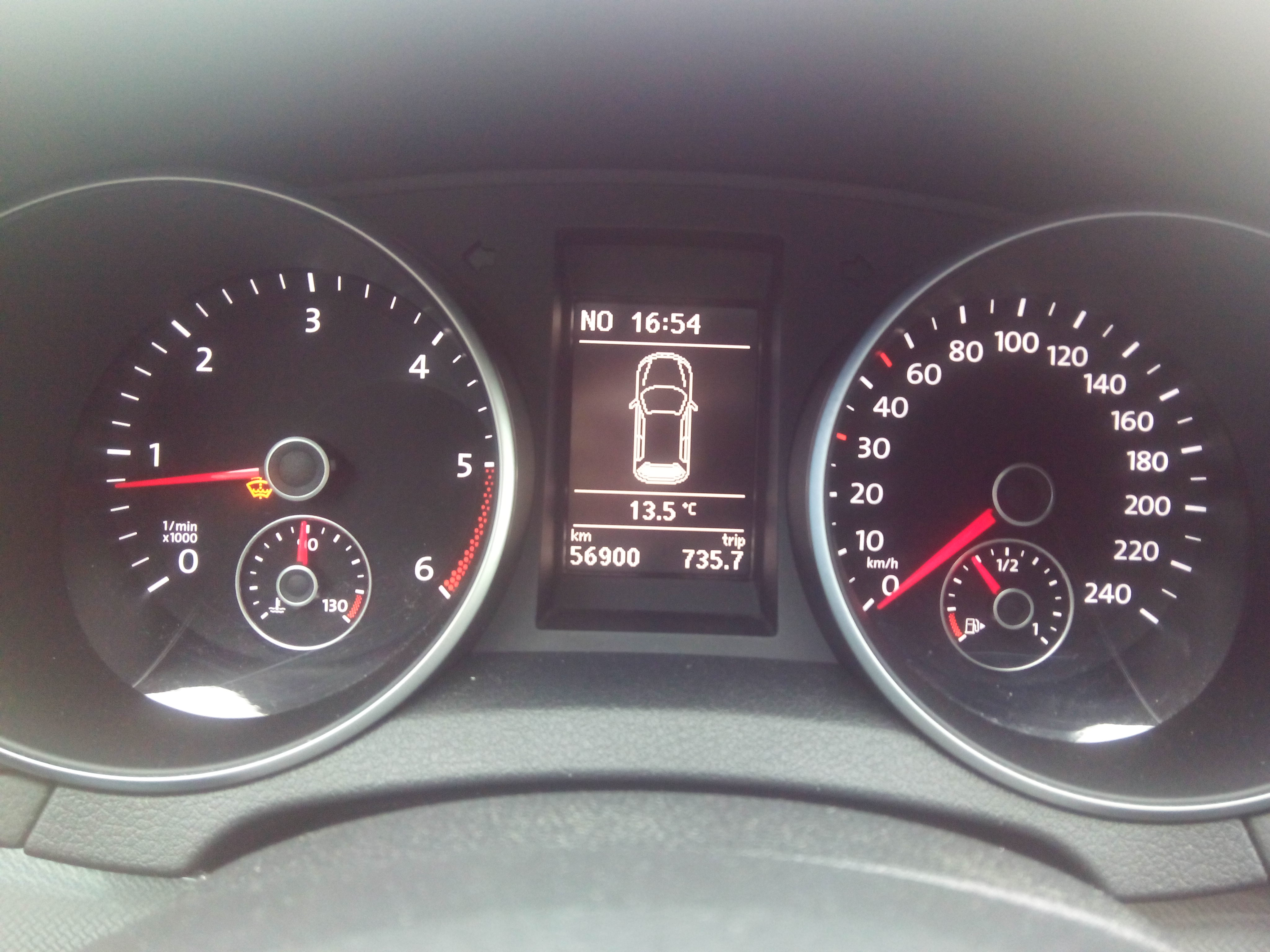
Tacómetro (izquierda) de un automóvil de pasajeros Volkswagen Golf Mk6 al ralentí justo por debajo de 800 r/min.

El ralentí o moderación es el régimen mínimo de revoluciones por minuto (giros o vueltas por minuto) a las que se ajusta un motor de combustión interna para permanecer en funcionamiento de forma estable sin necesidad de accionar un mecanismo de aceleración o entrada de carburante. Por ejemplo, en un automóvil, sin necesidad de presionar el pedal del acelerador. El ralentí puede ser modificado según los consumidores de energía que estén conectados como el aire acondicionado, el electroventilador, las luces, entre otros. Este régimen, en móviles terrestres, suele estar comprendido entre las 700 y las 1100 rpm.

## Arranque y parada automáticas
Actualmente están apareciendo modelos de automóviles que paran el motor cuando el vehículo detiene la marcha. Este sistema de arranque y parada automática es muy ventajoso cuando hay paradas prolongadas y atascos.
Estos vehículos tienen un sistema de arranque diferente y una batería más potente. En algunos modelos se utiliza un alternador que también funciona como motor de arranque.
Durante el arranque el motor de arranque gira a más revoluciones que el normal y tiene bastante más potencia en el modo alternador (unos 2kW) que un alternador convencional.
El motor vuelve a arrancar e iniciar la marcha cuando se pisa el acelerador, se pisa el embrague, o se suelta el freno (según el modelo). Para automatizar el proceso además lleva una caja de cambios automática. Aunque también es posible encontrarlos con cajas de velocidades manuales. 
Actualmente, estos vehículos sólo detienen el motor en parado, aunque haya muchas situaciones en las que se podría parar el motor a bajas velocidades, cuando se está reduciendo ligeramente la velocidad o en cuesta abajo.
En la mayoría de los vehículos, circular con el motor parado tiene problemas que todavía no se han resuelto:
- Pérdida de las asistencias y sistemas de seguridad. Con el motor parado (en muchos casos) la dirección asistida y el servofreno no funcionan. Una dirección hidráulica se llega a poner más dura que una sin asistencia.
 El motor también puede ser necesario para otros sistemas de seguridad como el antibloqueo de frenos o el control de estabilidad
Con la tecnología actual no sería difícil hacer que funcionasen con el motor parado otros sistemas auxiliares como el aire acondicionado.
- Lentitud de reacción para volver a usar el motor, tanto como freno motor, como para acelerar. Si se está en punto muerto hay que volver a meter la marcha adecuada. Con el embrague pisado es bastante más rápido y el motor arranca inmediatamente. Esto se podría automatizar en vehículo con caja de cambios automática.

## Aviones
En los aviones, se llama ralentí al momento en el que la palanca aceleradora está al mínimo de potencia; en ese caso, el avión planea. El ralentí se utiliza en los aterrizajes para perder velocidad.
- Datos: Q11392621